# Dorling Kindersley
Dorling Kindersley (DK) es una compañía internacional de publicaciones especializada en libros de referencia para adultos y niños en 51 idiomas.
Desde 1974, Dorling Kindersley publicó una extensiva lista de títulos para adultos y niños. A través de los años, su línea de libros se ha vuelto una elección popular en librerías, escuelas, y hogares.

## Historia
DK fue fundada como una compañía empaquetadora de libros por Christopher Dorling y Peter Kindersley en Londres en 1974, y en 1982 se movió a las publicaciones. El primer libro publicado bajo el nombre DK fue First Aid Manual ("Manual de Primeros Auxilios") para los servicios médicos voluntarios británicos; este libro consolidó el estilo visual distintivo de la compañía de textos copiosamente ilustrados en color con fondo blanco. DK Inc. publicó en Estados Unidos en 1991.
En 1999 DK imprimió 18 millones de libros de Star Wars pero vendió menos de la mitad de ellos, dejando a la compañía en una deuda paralizante. Como resultado directo, DK fue tomada el año siguiente por la compañía Pearson PLC, y se hizo parte del Penguin Group, también con sus propias etiquetas de Penguin Books.

## Publicaciones
DK publicó una extensiva gama de títulos internacionalmente para cualquier edad. La mayoría de los libros de la compañía son producidos por equipos de editores y diseñadores quienes trabajan con escritores e ilustradores autónomos. Pocos son representados por "imprimaturs": organizadores bien conocidos y respetados de la British Medical Association, la Royal Horticultural Society, y la British Red Cross. Muchos libros DK aparentemente producidos por celebrados autores tales como Carol Vorderman son actualmente reescritos por los propios escritores y editores de la compañía.
Títulos populares que DK publicó incluyen The Way The Universe Works, The Way Science Works, y una serie de "guías visuales" de formato grande con títulos como Universo, Tierra, Animal, Humano, e Historia. Otras exitosas series de libros publicadas en la década de 1990 incluyen Eyewitness y DK Superguides.

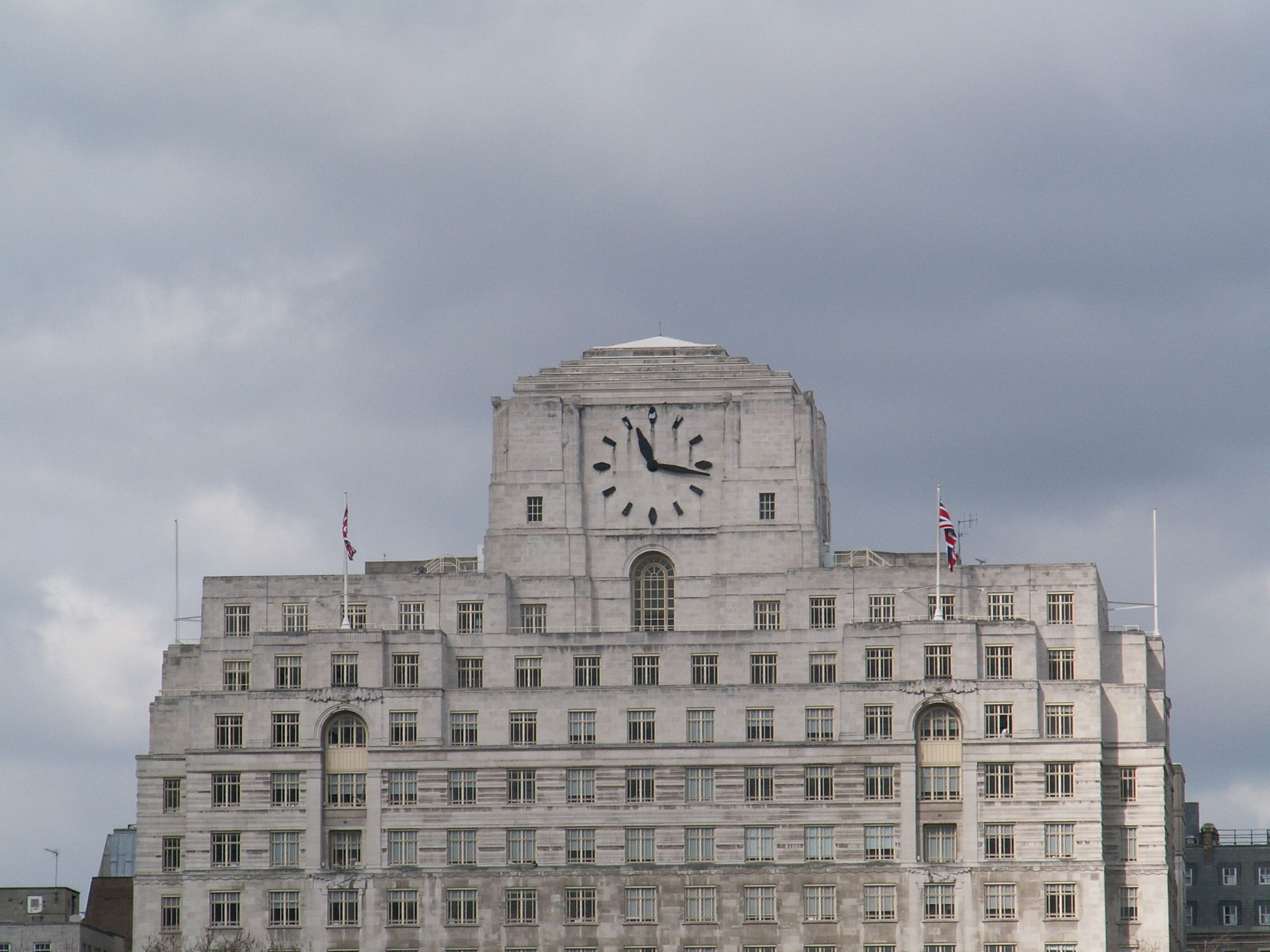
La oficina en Londres de Dorling Kindersley está en la Shell Mex House, 80 Strand, un edificio de art déco de la década de 1930 fácilmente reconocible desde el Río Támesis por su reloj distintivo.

Durante la década de 1990, la compañía también publicó videos educativos y una exitosa gama de CD-ROMs educativos bajo la marca "DK Multimedia", a la mitad de la década, los CD-ROMs fueron renombrados como "DK Interactive Learning" para reflejar un énfasis cambiado hacia el sector educacional. Los programas fueron escritos en C++ usando una estructura de software multiplataforma conocido internamente como Penge y adaptable para Microsoft Windows y Apple Macintosh. Los datos y guiones fueron comprimidos usando un proceso llamado scrunging.
Las ventas menguantes siguientes y la creciente competencia de los sitios de internet, la compañía intentó renombrar la parte digital de su negocio como "DK Online" antes de optar por convertirlo en una compañía completamente diferente, Global Software Publishing (GSP), en el año 2000. Muchos de los CD-ROM restantes se volvieron redundantes durante la adquisición de la compañía por Pearson PLC.

### BradyGames
BradyGames era una compañía editorial en los Estados Unidos que operaba como una imprenta de DK, que se especializa en guías de estrategia de videojuegos, cubriendo múltiples plataformas de videoconsolas. Publicó su primera guía de estrategia en noviembre de 1993 como una división de MacMillan Computer Publishing. En 1998, Simon & Schuster (que adquirió Macmillan en 1994) vendió BradyGames como parte de su división educativa a Pearson PLC. BradyGames publicó aproximadamente 90-100 guías por año. El 1 de junio de 2015, BradyGames se fusionó con Prima Games, y las futuras guías de estrategia elaboradas por la editorial se publicaron bajo Prima Games, que se vendió a Asteri Holdings en 2019.